# Hostal de la Bona Sort
L'Hostal de la Bona Sort és un casal noble dels segles xvi o xvii al carrer dels Carders, 12-12 bis de Barcelona, catalogat com a bé cultural d'interès local. La finca inclou un edifici d'habitatges del segle xix al carrer dels Assaonadors, 13.

## Història
Segons el Cadastre de 1716, pertanyia a Baltasar Barrera i Bofarull, ciutadà honrat de Barcelona i conseller tercer de la ciutat el 1708. La seva néta Maria Josepa Barrera i Prat de Sant Julià es va casar amb Josep Ignasi d'Alòs i de Soldevila (1723-1782), que a la mort del seu pare Josep Francesc d'Alòs i de Rius (1687-1757) heretaria el títol de marquès de Puerto Nuevo i el palau del carrer Sant Pere Més Baix. El 1779, el marquès va demanar permís per a obrir-hi una finestra i reparar unes esquerdes a la façana.
El seu fill i hereu Josep Ignasi d'Alòs i Barrera (1768-1823) va morir sense descendència, i fou succeït pel seu nebot Ignasi Miquel de Sallés i d'Alòs (1780-1834), fill de la seva germana Lliberata i d'Ignasi Ramon de Sallés i Sanou. El 1826, el seu procurador va demanar permís per a engrandir el portal principal i modificar el guardarrodes, segons el projecte del mestre de cases Miquel Bosch i Camps, que el 1832 es va encarregar de construir-hi un tercer pis enlloc de les golfes en una part de la façana.
El marquès va ser succeït per la seva neboda Maria de Montcorb de Manresa i de Sallés, filla de la seva germana Maria Josepa i de Ramon de Manresa i d'Asprer, i casada amb Baltasar de Ferrer i de Parrella, que el 1848 van adquirir la casa veïna del carrer dels Assaonadors, 13 als descendents del fuster Deodat Casanovas. L'hereu Manuel de Ferrer i de Manresa (1824-1856) es va casar amb Josepa Pujol de Senillosa i de Vedruna, que el 1872, com a tutora del seu fill Baltasar de Ferrer i Pujol de Senillosa (1857-1932), va treure la finca a subhasta pública. Finalment, la venda no es va realitzar, i a la mort de Baltasar de Ferrer, va passar a mans de les seves filles Mercè (que heretaria el títol), Concepció, i Pilar de Ferrer i de Sarriera, casada amb Lluís de Casanova i de Vallès, amb qui va tenir Baltasar de Casanovas i de Ferrer (1918-2006), casat amb María Dolores Barón y Osorio de Moscoso (1917-2002), duquesa de Maqueda.
Cap al 1999, el seu fill Lluís Maria Gonzaga de Casanovas-Cárdenas i Barón hi volia construir apartaments per a estudiants. Casat amb Mònica d'Habsburgo-Lorena, arxiduquesa d'Àustria, amb qui va tenir quatre fills, la família viu al castell de la Ràpita (Noguera), restaurat pels seus pares als anys 1960.
L'hostal s'hi documenta a partir del 1815, i fins al segle xx va funcionar com a punt de sortida de dilingències i recaders. El pis principal acull el teatre i la seu de la Germanor Barcelonina, actualment agermanada amb la RAI (Recursos d'Animació Intercultural) i amenaçada de tancament per l'Ajuntament de Barcelona per no complir amb la normativa de seguretat.

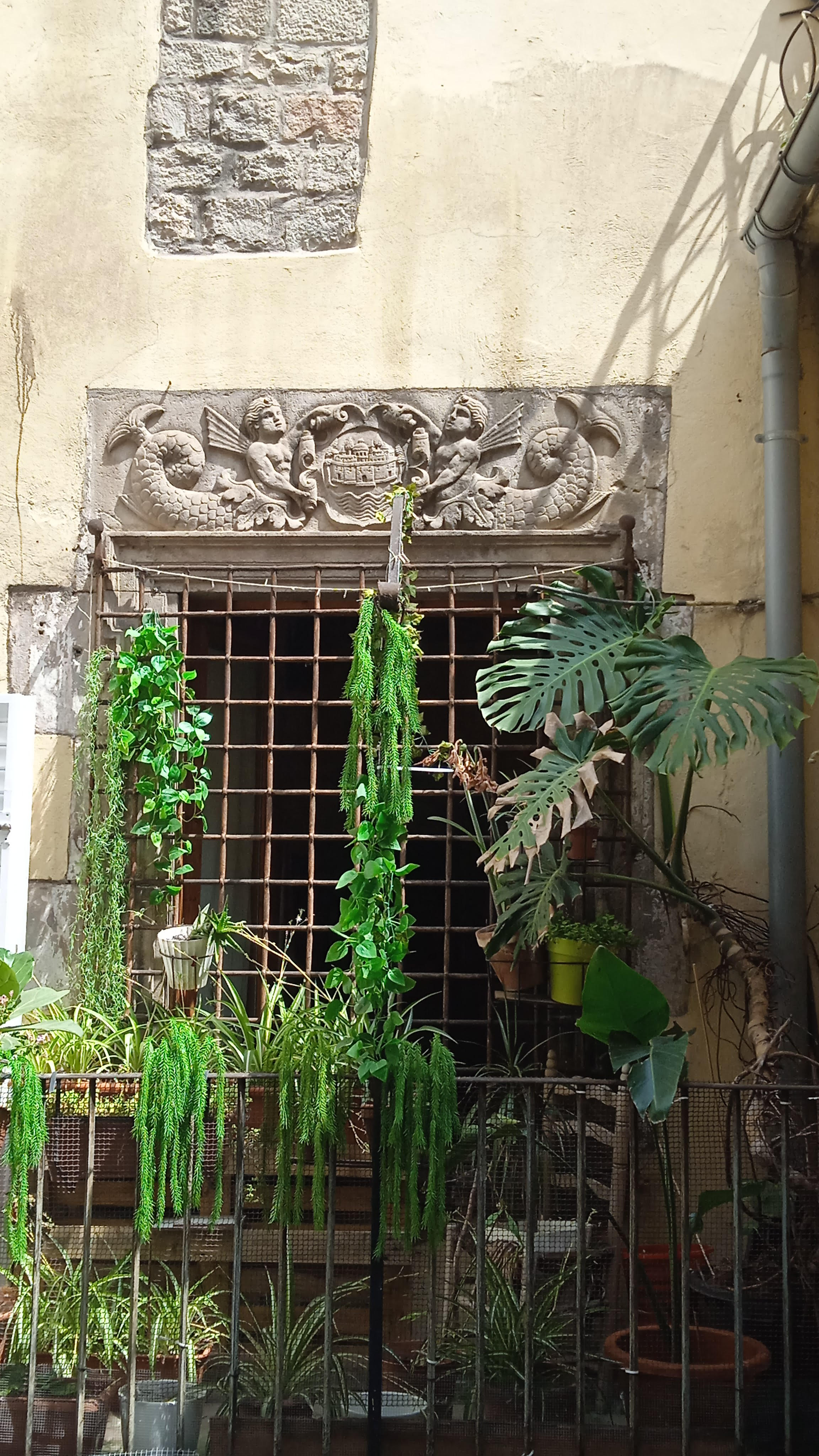
Finestral de la planta noble

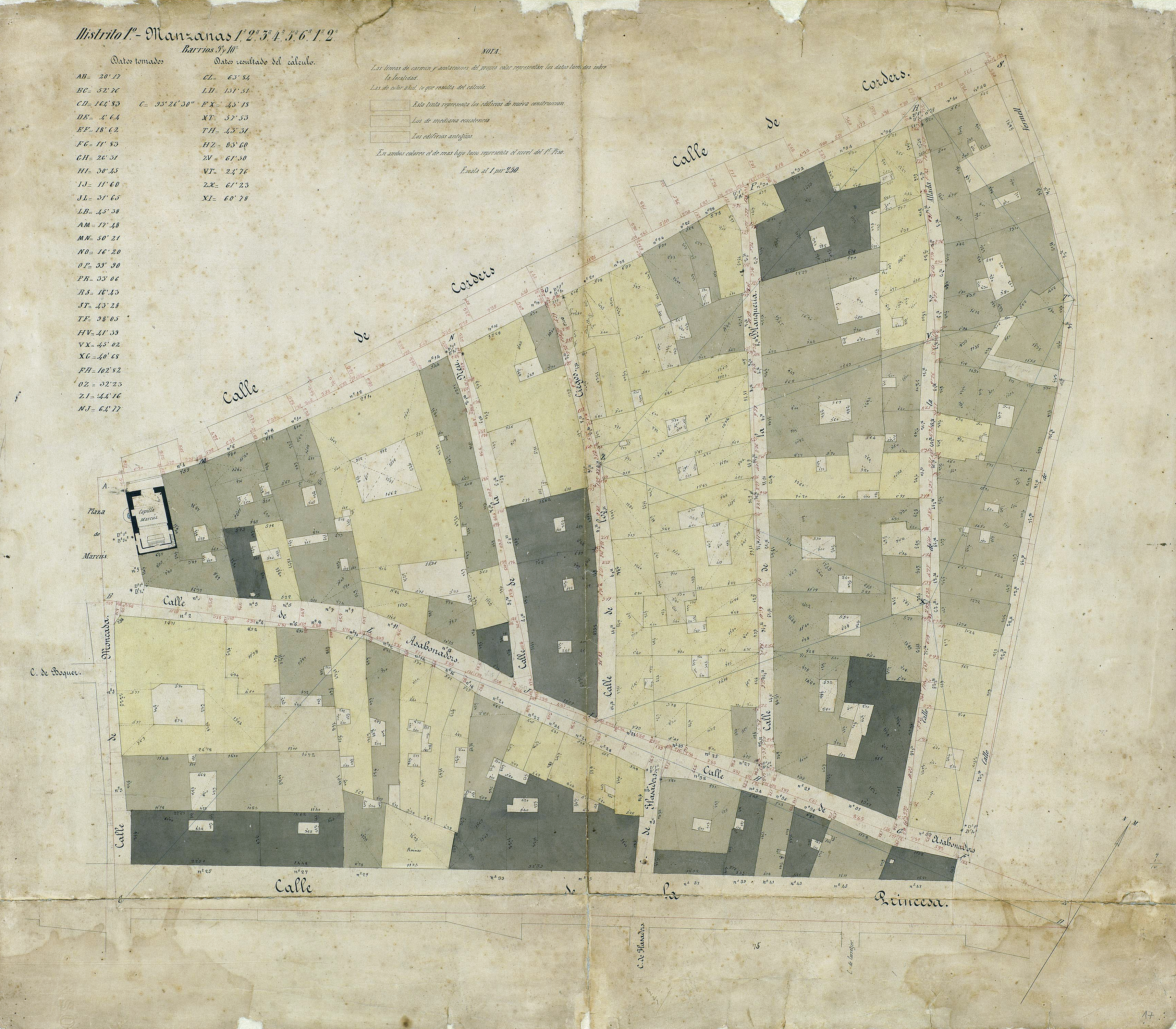
Quarteró núm. 17 de Garriga i Roca (c. 1860)

## Descripció
Consta de planta baixa i tres pisos, a excepció de la crugia septentrional, amb un pis més. Els baixos presenten vuit obertures, de les quals cinc presenten forma d'arc carpanell, amb la particularitat que la que dona accés al pati interior es troba emmarcada en un portal adovellat. A cada pis es disposen quatre balcons, a excepció de la planta noble, on n'hi ha tres, seguits per una finestra enreixada, i tenen baranes de ferro forjat i llosanes amb rajoles de ceràmica catalana. La façana, austera i amb prou feines sense ornamentació, està constituïda per un aparell isòdom de carreus de pedra. La seva uniformitat només és interrompuda per dues motllures horitzontals que la ressegueixen al nivell de la planta noble.
L'interior s'articula entorn d'un pati central més o menys quadrat, ocupat en part per afegits posteriors, i conservava una rusticitat anacrònica fins a la recent instal·lació d'un restaurant. També ha desaparegut l'escala descoberta que conduïa a la planta noble, on hi ha un finestral enreixat amb brancals i llinda de pedra motllurada, a la qual hi ha un relleu esculpit.